# Jules Vacherot
 (avril 2021).
Si vous disposez d'ouvrages ou d'articles de référence ou si vous connaissez des sites web de qualité traitant du thème abordé ici, merci de compléter l'article en donnant les références utiles à sa vérifiabilité et en les liant à la section « Notes et références ».
Jules Vacherot (Jussey, 10 septembre 1862 - Boulogne-Billancourt, 5 septembre 1925) est un jardinier et architecte paysagiste français.
Architecte paysagiste en chef de la ville de Paris, jardinier en chef des expositions universelles, de 1900, 1904, 1906, 1910, 1911 et 1913 il est le créateur de nombreux parcs et jardins.
M. Jules Vacherot est le fils de ses oeuvres. Né à Jussey (Haute-Saône), le 10 septembre 1862, à deux ans et demi son père l’emmenait en Amérique, où il restait jusqu’à l’âge de treize ans et demi, vivant au milieu des immenses plantations de coton et de cannes à sucre de l’Alabama. Cinq cents noirs travaillaient sous les ordres de M. Vacherot père, lequel eut le premier l’honneur d’associer ses modestes collaborateurs aux bénéfices de ses plantations.
De retour en France, en 1876, M. Jules Vacherot qui avait travaillé l’horticulture en Amérique, se prit de passion pour le jardinage et se fit admettre à l’Ecole des Beaux-Arts, où il resta cinq années, après lesquelles il entra dans les services de la ville de Paris, comme architecte paysagiste, puis comme conducteur des travaux de jardinage.
L’Exposition Universelle de 1889 devait le faire sortir des rangs. M. Alphand, qui se connaissait en hommes, ne tarda pas à distinguer M. Jules Vacherot. Conducteur principal pour l’établissement des parcs et jardins, l’éminent et regretté directeur des travaux publics remarqua l’intelligence et l’activité de ce jeune homme de vingt-sept ans et recommanda à son ami et collaborateur Bouvard, de ne pas le perdre de vue.
En 1891, M. Jules Vacherot était nommé jardinier principal de la ville de Paris, et dirigeait la création des jolis jardins du Musée de Cluny, du square de la place Denfert-Rochereau, du Musée Galliéra, etc., etc. Il était en outre attaché à l’école d’arboriculture, où il faisait des conférences très appréciées.

## Réalisations
- Jardin de l'hôtel de Jules Potin (Neuilly-sur-Seine).
- Parc du château des Milandes (Castelnaud-la-Chapelle).
- Jardin du château de Lorrière (Dissé-Sous-le-Lude).
- Jardin de la villa Les Cèdres, au roi Léopold II de Belgique (Saint-Jean-Cap-Ferrat).
- Domaine du Château Bijou, à M. Combe Saint-Macary (Labastide-Villefranche).
- Jardins de la tour Eiffel, jardins des Champs-Élysées, jardins du Trocadéro (Paris).
- Parc et jardins d'Abbesse à Saint-Paul-Les-Dax.
- Jardin d'Argizagita (Biarritz).
- Pavillon de Rotrée (Bretagne).
- Jardin La Parisière (  Bourg-de-Péage).
- Jardin Tatiana (Lac Léman, Suisse).
- Jardin du Chateau de Seneffe (Belgique).
- Parc royal de Laeken (Bruxelles, Belgique).
- Jardin du chateau de Balincourt (Arronville, Theuville, Menouville).
- Parc de Monthuchet (Saulx Les Chartreux).
- Parc du Château de Thimécourt (Luzarches).
- Parc Jouvet (Valence).
- Parc de Tervuren, arrangement des abords de l'étang de Vossem (Belgique).
- Square du 21 Juillet (Bruxelles).
- Parc public de Heyzel (Bruxelles).
- Mont des arts (Bruxelles).
- Exposition d'horticulture de Paris, les serres du Cour-la-Reine.
- Exposition Florale de 1905 et 1907, pour la société nationale d'horticulture de France.

## Œuvres
- Les parcs et jardins au commencement du XXe siècle, Paris, Doin, 1908.